# Руппа тема
Те́ма Руппа — тема в шаховій композиції. Суть теми — після вступного ходу білих зв'язуються чорна і біла фігури, а в тематичних варіантах чорні розв'язують ці дві фігури.

## Історія
Цю ідею запропонував у 30-х роках ХХ століття німецький шаховий композитор Роберт Рупп (04.07.1901 — 28.03.1972).
Білі своїм ходом зв'язують чорну фігуру для створення загрози мату на зв'язку, при цьому біла фігура також стає зв'язаною. В тематичних варіантах чорні захищаючись від загрози розв'язують свою фігуру, але й розв'язується біла фігура, яка тут же оголошує мат.
Ця ідея дістала назву — тема Руппа. Журнал «Die Schwalbe» в 1934 році провів тематичний конкурс на цю ідею. Існує анти-форма теми.
|   | a | b | c | d | e | f | g | h |   |
| 8 | a8 білий слон · b8 чорний слон · b7 чорний слон · e7 білий кінь · d6 чорний кінь · h6 чорний ферзь · a5 білий пішак · c5 чорний пішак · d5 чорний пішак · f5 білий пішак · g5 чорний кінь · c4 чорний король · d4 чорна тура · f4 білий кінь · g4 біла тура · h3 чорний пішак · e2 білий пішак · b1 білий ферзь · e1 білий слон · h1 білий король | a8 білий слон · b8 чорний слон · b7 чорний слон · e7 білий кінь · d6 чорний кінь · h6 чорний ферзь · a5 білий пішак · c5 чорний пішак · d5 чорний пішак · f5 білий пішак · g5 чорний кінь · c4 чорний король · d4 чорна тура · f4 білий кінь · g4 біла тура · h3 чорний пішак · e2 білий пішак · b1 білий ферзь · e1 білий слон · h1 білий король | a8 білий слон · b8 чорний слон · b7 чорний слон · e7 білий кінь · d6 чорний кінь · h6 чорний ферзь · a5 білий пішак · c5 чорний пішак · d5 чорний пішак · f5 білий пішак · g5 чорний кінь · c4 чорний король · d4 чорна тура · f4 білий кінь · g4 біла тура · h3 чорний пішак · e2 білий пішак · b1 білий ферзь · e1 білий слон · h1 білий король | a8 білий слон · b8 чорний слон · b7 чорний слон · e7 білий кінь · d6 чорний кінь · h6 чорний ферзь · a5 білий пішак · c5 чорний пішак · d5 чорний пішак · f5 білий пішак · g5 чорний кінь · c4 чорний король · d4 чорна тура · f4 білий кінь · g4 біла тура · h3 чорний пішак · e2 білий пішак · b1 білий ферзь · e1 білий слон · h1 білий король | a8 білий слон · b8 чорний слон · b7 чорний слон · e7 білий кінь · d6 чорний кінь · h6 чорний ферзь · a5 білий пішак · c5 чорний пішак · d5 чорний пішак · f5 білий пішак · g5 чорний кінь · c4 чорний король · d4 чорна тура · f4 білий кінь · g4 біла тура · h3 чорний пішак · e2 білий пішак · b1 білий ферзь · e1 білий слон · h1 білий король | a8 білий слон · b8 чорний слон · b7 чорний слон · e7 білий кінь · d6 чорний кінь · h6 чорний ферзь · a5 білий пішак · c5 чорний пішак · d5 чорний пішак · f5 білий пішак · g5 чорний кінь · c4 чорний король · d4 чорна тура · f4 білий кінь · g4 біла тура · h3 чорний пішак · e2 білий пішак · b1 білий ферзь · e1 білий слон · h1 білий король | a8 білий слон · b8 чорний слон · b7 чорний слон · e7 білий кінь · d6 чорний кінь · h6 чорний ферзь · a5 білий пішак · c5 чорний пішак · d5 чорний пішак · f5 білий пішак · g5 чорний кінь · c4 чорний король · d4 чорна тура · f4 білий кінь · g4 біла тура · h3 чорний пішак · e2 білий пішак · b1 білий ферзь · e1 білий слон · h1 білий король | a8 білий слон · b8 чорний слон · b7 чорний слон · e7 білий кінь · d6 чорний кінь · h6 чорний ферзь · a5 білий пішак · c5 чорний пішак · d5 чорний пішак · f5 білий пішак · g5 чорний кінь · c4 чорний король · d4 чорна тура · f4 білий кінь · g4 біла тура · h3 чорний пішак · e2 білий пішак · b1 білий ферзь · e1 білий слон · h1 білий король | 8 |
| 7 | a8 білий слон · b8 чорний слон · b7 чорний слон · e7 білий кінь · d6 чорний кінь · h6 чорний ферзь · a5 білий пішак · c5 чорний пішак · d5 чорний пішак · f5 білий пішак · g5 чорний кінь · c4 чорний король · d4 чорна тура · f4 білий кінь · g4 біла тура · h3 чорний пішак · e2 білий пішак · b1 білий ферзь · e1 білий слон · h1 білий король | a8 білий слон · b8 чорний слон · b7 чорний слон · e7 білий кінь · d6 чорний кінь · h6 чорний ферзь · a5 білий пішак · c5 чорний пішак · d5 чорний пішак · f5 білий пішак · g5 чорний кінь · c4 чорний король · d4 чорна тура · f4 білий кінь · g4 біла тура · h3 чорний пішак · e2 білий пішак · b1 білий ферзь · e1 білий слон · h1 білий король | a8 білий слон · b8 чорний слон · b7 чорний слон · e7 білий кінь · d6 чорний кінь · h6 чорний ферзь · a5 білий пішак · c5 чорний пішак · d5 чорний пішак · f5 білий пішак · g5 чорний кінь · c4 чорний король · d4 чорна тура · f4 білий кінь · g4 біла тура · h3 чорний пішак · e2 білий пішак · b1 білий ферзь · e1 білий слон · h1 білий король | a8 білий слон · b8 чорний слон · b7 чорний слон · e7 білий кінь · d6 чорний кінь · h6 чорний ферзь · a5 білий пішак · c5 чорний пішак · d5 чорний пішак · f5 білий пішак · g5 чорний кінь · c4 чорний король · d4 чорна тура · f4 білий кінь · g4 біла тура · h3 чорний пішак · e2 білий пішак · b1 білий ферзь · e1 білий слон · h1 білий король | a8 білий слон · b8 чорний слон · b7 чорний слон · e7 білий кінь · d6 чорний кінь · h6 чорний ферзь · a5 білий пішак · c5 чорний пішак · d5 чорний пішак · f5 білий пішак · g5 чорний кінь · c4 чорний король · d4 чорна тура · f4 білий кінь · g4 біла тура · h3 чорний пішак · e2 білий пішак · b1 білий ферзь · e1 білий слон · h1 білий король | a8 білий слон · b8 чорний слон · b7 чорний слон · e7 білий кінь · d6 чорний кінь · h6 чорний ферзь · a5 білий пішак · c5 чорний пішак · d5 чорний пішак · f5 білий пішак · g5 чорний кінь · c4 чорний король · d4 чорна тура · f4 білий кінь · g4 біла тура · h3 чорний пішак · e2 білий пішак · b1 білий ферзь · e1 білий слон · h1 білий король | a8 білий слон · b8 чорний слон · b7 чорний слон · e7 білий кінь · d6 чорний кінь · h6 чорний ферзь · a5 білий пішак · c5 чорний пішак · d5 чорний пішак · f5 білий пішак · g5 чорний кінь · c4 чорний король · d4 чорна тура · f4 білий кінь · g4 біла тура · h3 чорний пішак · e2 білий пішак · b1 білий ферзь · e1 білий слон · h1 білий король | a8 білий слон · b8 чорний слон · b7 чорний слон · e7 білий кінь · d6 чорний кінь · h6 чорний ферзь · a5 білий пішак · c5 чорний пішак · d5 чорний пішак · f5 білий пішак · g5 чорний кінь · c4 чорний король · d4 чорна тура · f4 білий кінь · g4 біла тура · h3 чорний пішак · e2 білий пішак · b1 білий ферзь · e1 білий слон · h1 білий король | 7 |
| 6 | a8 білий слон · b8 чорний слон · b7 чорний слон · e7 білий кінь · d6 чорний кінь · h6 чорний ферзь · a5 білий пішак · c5 чорний пішак · d5 чорний пішак · f5 білий пішак · g5 чорний кінь · c4 чорний король · d4 чорна тура · f4 білий кінь · g4 біла тура · h3 чорний пішак · e2 білий пішак · b1 білий ферзь · e1 білий слон · h1 білий король | a8 білий слон · b8 чорний слон · b7 чорний слон · e7 білий кінь · d6 чорний кінь · h6 чорний ферзь · a5 білий пішак · c5 чорний пішак · d5 чорний пішак · f5 білий пішак · g5 чорний кінь · c4 чорний король · d4 чорна тура · f4 білий кінь · g4 біла тура · h3 чорний пішак · e2 білий пішак · b1 білий ферзь · e1 білий слон · h1 білий король | a8 білий слон · b8 чорний слон · b7 чорний слон · e7 білий кінь · d6 чорний кінь · h6 чорний ферзь · a5 білий пішак · c5 чорний пішак · d5 чорний пішак · f5 білий пішак · g5 чорний кінь · c4 чорний король · d4 чорна тура · f4 білий кінь · g4 біла тура · h3 чорний пішак · e2 білий пішак · b1 білий ферзь · e1 білий слон · h1 білий король | a8 білий слон · b8 чорний слон · b7 чорний слон · e7 білий кінь · d6 чорний кінь · h6 чорний ферзь · a5 білий пішак · c5 чорний пішак · d5 чорний пішак · f5 білий пішак · g5 чорний кінь · c4 чорний король · d4 чорна тура · f4 білий кінь · g4 біла тура · h3 чорний пішак · e2 білий пішак · b1 білий ферзь · e1 білий слон · h1 білий король | a8 білий слон · b8 чорний слон · b7 чорний слон · e7 білий кінь · d6 чорний кінь · h6 чорний ферзь · a5 білий пішак · c5 чорний пішак · d5 чорний пішак · f5 білий пішак · g5 чорний кінь · c4 чорний король · d4 чорна тура · f4 білий кінь · g4 біла тура · h3 чорний пішак · e2 білий пішак · b1 білий ферзь · e1 білий слон · h1 білий король | a8 білий слон · b8 чорний слон · b7 чорний слон · e7 білий кінь · d6 чорний кінь · h6 чорний ферзь · a5 білий пішак · c5 чорний пішак · d5 чорний пішак · f5 білий пішак · g5 чорний кінь · c4 чорний король · d4 чорна тура · f4 білий кінь · g4 біла тура · h3 чорний пішак · e2 білий пішак · b1 білий ферзь · e1 білий слон · h1 білий король | a8 білий слон · b8 чорний слон · b7 чорний слон · e7 білий кінь · d6 чорний кінь · h6 чорний ферзь · a5 білий пішак · c5 чорний пішак · d5 чорний пішак · f5 білий пішак · g5 чорний кінь · c4 чорний король · d4 чорна тура · f4 білий кінь · g4 біла тура · h3 чорний пішак · e2 білий пішак · b1 білий ферзь · e1 білий слон · h1 білий король | a8 білий слон · b8 чорний слон · b7 чорний слон · e7 білий кінь · d6 чорний кінь · h6 чорний ферзь · a5 білий пішак · c5 чорний пішак · d5 чорний пішак · f5 білий пішак · g5 чорний кінь · c4 чорний король · d4 чорна тура · f4 білий кінь · g4 біла тура · h3 чорний пішак · e2 білий пішак · b1 білий ферзь · e1 білий слон · h1 білий король | 6 |
| 5 | a8 білий слон · b8 чорний слон · b7 чорний слон · e7 білий кінь · d6 чорний кінь · h6 чорний ферзь · a5 білий пішак · c5 чорний пішак · d5 чорний пішак · f5 білий пішак · g5 чорний кінь · c4 чорний король · d4 чорна тура · f4 білий кінь · g4 біла тура · h3 чорний пішак · e2 білий пішак · b1 білий ферзь · e1 білий слон · h1 білий король | a8 білий слон · b8 чорний слон · b7 чорний слон · e7 білий кінь · d6 чорний кінь · h6 чорний ферзь · a5 білий пішак · c5 чорний пішак · d5 чорний пішак · f5 білий пішак · g5 чорний кінь · c4 чорний король · d4 чорна тура · f4 білий кінь · g4 біла тура · h3 чорний пішак · e2 білий пішак · b1 білий ферзь · e1 білий слон · h1 білий король | a8 білий слон · b8 чорний слон · b7 чорний слон · e7 білий кінь · d6 чорний кінь · h6 чорний ферзь · a5 білий пішак · c5 чорний пішак · d5 чорний пішак · f5 білий пішак · g5 чорний кінь · c4 чорний король · d4 чорна тура · f4 білий кінь · g4 біла тура · h3 чорний пішак · e2 білий пішак · b1 білий ферзь · e1 білий слон · h1 білий король | a8 білий слон · b8 чорний слон · b7 чорний слон · e7 білий кінь · d6 чорний кінь · h6 чорний ферзь · a5 білий пішак · c5 чорний пішак · d5 чорний пішак · f5 білий пішак · g5 чорний кінь · c4 чорний король · d4 чорна тура · f4 білий кінь · g4 біла тура · h3 чорний пішак · e2 білий пішак · b1 білий ферзь · e1 білий слон · h1 білий король | a8 білий слон · b8 чорний слон · b7 чорний слон · e7 білий кінь · d6 чорний кінь · h6 чорний ферзь · a5 білий пішак · c5 чорний пішак · d5 чорний пішак · f5 білий пішак · g5 чорний кінь · c4 чорний король · d4 чорна тура · f4 білий кінь · g4 біла тура · h3 чорний пішак · e2 білий пішак · b1 білий ферзь · e1 білий слон · h1 білий король | a8 білий слон · b8 чорний слон · b7 чорний слон · e7 білий кінь · d6 чорний кінь · h6 чорний ферзь · a5 білий пішак · c5 чорний пішак · d5 чорний пішак · f5 білий пішак · g5 чорний кінь · c4 чорний король · d4 чорна тура · f4 білий кінь · g4 біла тура · h3 чорний пішак · e2 білий пішак · b1 білий ферзь · e1 білий слон · h1 білий король | a8 білий слон · b8 чорний слон · b7 чорний слон · e7 білий кінь · d6 чорний кінь · h6 чорний ферзь · a5 білий пішак · c5 чорний пішак · d5 чорний пішак · f5 білий пішак · g5 чорний кінь · c4 чорний король · d4 чорна тура · f4 білий кінь · g4 біла тура · h3 чорний пішак · e2 білий пішак · b1 білий ферзь · e1 білий слон · h1 білий король | a8 білий слон · b8 чорний слон · b7 чорний слон · e7 білий кінь · d6 чорний кінь · h6 чорний ферзь · a5 білий пішак · c5 чорний пішак · d5 чорний пішак · f5 білий пішак · g5 чорний кінь · c4 чорний король · d4 чорна тура · f4 білий кінь · g4 біла тура · h3 чорний пішак · e2 білий пішак · b1 білий ферзь · e1 білий слон · h1 білий король | 5 |
| 4 | a8 білий слон · b8 чорний слон · b7 чорний слон · e7 білий кінь · d6 чорний кінь · h6 чорний ферзь · a5 білий пішак · c5 чорний пішак · d5 чорний пішак · f5 білий пішак · g5 чорний кінь · c4 чорний король · d4 чорна тура · f4 білий кінь · g4 біла тура · h3 чорний пішак · e2 білий пішак · b1 білий ферзь · e1 білий слон · h1 білий король | a8 білий слон · b8 чорний слон · b7 чорний слон · e7 білий кінь · d6 чорний кінь · h6 чорний ферзь · a5 білий пішак · c5 чорний пішак · d5 чорний пішак · f5 білий пішак · g5 чорний кінь · c4 чорний король · d4 чорна тура · f4 білий кінь · g4 біла тура · h3 чорний пішак · e2 білий пішак · b1 білий ферзь · e1 білий слон · h1 білий король | a8 білий слон · b8 чорний слон · b7 чорний слон · e7 білий кінь · d6 чорний кінь · h6 чорний ферзь · a5 білий пішак · c5 чорний пішак · d5 чорний пішак · f5 білий пішак · g5 чорний кінь · c4 чорний король · d4 чорна тура · f4 білий кінь · g4 біла тура · h3 чорний пішак · e2 білий пішак · b1 білий ферзь · e1 білий слон · h1 білий король | a8 білий слон · b8 чорний слон · b7 чорний слон · e7 білий кінь · d6 чорний кінь · h6 чорний ферзь · a5 білий пішак · c5 чорний пішак · d5 чорний пішак · f5 білий пішак · g5 чорний кінь · c4 чорний король · d4 чорна тура · f4 білий кінь · g4 біла тура · h3 чорний пішак · e2 білий пішак · b1 білий ферзь · e1 білий слон · h1 білий король | a8 білий слон · b8 чорний слон · b7 чорний слон · e7 білий кінь · d6 чорний кінь · h6 чорний ферзь · a5 білий пішак · c5 чорний пішак · d5 чорний пішак · f5 білий пішак · g5 чорний кінь · c4 чорний король · d4 чорна тура · f4 білий кінь · g4 біла тура · h3 чорний пішак · e2 білий пішак · b1 білий ферзь · e1 білий слон · h1 білий король | a8 білий слон · b8 чорний слон · b7 чорний слон · e7 білий кінь · d6 чорний кінь · h6 чорний ферзь · a5 білий пішак · c5 чорний пішак · d5 чорний пішак · f5 білий пішак · g5 чорний кінь · c4 чорний король · d4 чорна тура · f4 білий кінь · g4 біла тура · h3 чорний пішак · e2 білий пішак · b1 білий ферзь · e1 білий слон · h1 білий король | a8 білий слон · b8 чорний слон · b7 чорний слон · e7 білий кінь · d6 чорний кінь · h6 чорний ферзь · a5 білий пішак · c5 чорний пішак · d5 чорний пішак · f5 білий пішак · g5 чорний кінь · c4 чорний король · d4 чорна тура · f4 білий кінь · g4 біла тура · h3 чорний пішак · e2 білий пішак · b1 білий ферзь · e1 білий слон · h1 білий король | a8 білий слон · b8 чорний слон · b7 чорний слон · e7 білий кінь · d6 чорний кінь · h6 чорний ферзь · a5 білий пішак · c5 чорний пішак · d5 чорний пішак · f5 білий пішак · g5 чорний кінь · c4 чорний король · d4 чорна тура · f4 білий кінь · g4 біла тура · h3 чорний пішак · e2 білий пішак · b1 білий ферзь · e1 білий слон · h1 білий король | 4 |
| 3 | a8 білий слон · b8 чорний слон · b7 чорний слон · e7 білий кінь · d6 чорний кінь · h6 чорний ферзь · a5 білий пішак · c5 чорний пішак · d5 чорний пішак · f5 білий пішак · g5 чорний кінь · c4 чорний король · d4 чорна тура · f4 білий кінь · g4 біла тура · h3 чорний пішак · e2 білий пішак · b1 білий ферзь · e1 білий слон · h1 білий король | a8 білий слон · b8 чорний слон · b7 чорний слон · e7 білий кінь · d6 чорний кінь · h6 чорний ферзь · a5 білий пішак · c5 чорний пішак · d5 чорний пішак · f5 білий пішак · g5 чорний кінь · c4 чорний король · d4 чорна тура · f4 білий кінь · g4 біла тура · h3 чорний пішак · e2 білий пішак · b1 білий ферзь · e1 білий слон · h1 білий король | a8 білий слон · b8 чорний слон · b7 чорний слон · e7 білий кінь · d6 чорний кінь · h6 чорний ферзь · a5 білий пішак · c5 чорний пішак · d5 чорний пішак · f5 білий пішак · g5 чорний кінь · c4 чорний король · d4 чорна тура · f4 білий кінь · g4 біла тура · h3 чорний пішак · e2 білий пішак · b1 білий ферзь · e1 білий слон · h1 білий король | a8 білий слон · b8 чорний слон · b7 чорний слон · e7 білий кінь · d6 чорний кінь · h6 чорний ферзь · a5 білий пішак · c5 чорний пішак · d5 чорний пішак · f5 білий пішак · g5 чорний кінь · c4 чорний король · d4 чорна тура · f4 білий кінь · g4 біла тура · h3 чорний пішак · e2 білий пішак · b1 білий ферзь · e1 білий слон · h1 білий король | a8 білий слон · b8 чорний слон · b7 чорний слон · e7 білий кінь · d6 чорний кінь · h6 чорний ферзь · a5 білий пішак · c5 чорний пішак · d5 чорний пішак · f5 білий пішак · g5 чорний кінь · c4 чорний король · d4 чорна тура · f4 білий кінь · g4 біла тура · h3 чорний пішак · e2 білий пішак · b1 білий ферзь · e1 білий слон · h1 білий король | a8 білий слон · b8 чорний слон · b7 чорний слон · e7 білий кінь · d6 чорний кінь · h6 чорний ферзь · a5 білий пішак · c5 чорний пішак · d5 чорний пішак · f5 білий пішак · g5 чорний кінь · c4 чорний король · d4 чорна тура · f4 білий кінь · g4 біла тура · h3 чорний пішак · e2 білий пішак · b1 білий ферзь · e1 білий слон · h1 білий король | a8 білий слон · b8 чорний слон · b7 чорний слон · e7 білий кінь · d6 чорний кінь · h6 чорний ферзь · a5 білий пішак · c5 чорний пішак · d5 чорний пішак · f5 білий пішак · g5 чорний кінь · c4 чорний король · d4 чорна тура · f4 білий кінь · g4 біла тура · h3 чорний пішак · e2 білий пішак · b1 білий ферзь · e1 білий слон · h1 білий король | a8 білий слон · b8 чорний слон · b7 чорний слон · e7 білий кінь · d6 чорний кінь · h6 чорний ферзь · a5 білий пішак · c5 чорний пішак · d5 чорний пішак · f5 білий пішак · g5 чорний кінь · c4 чорний король · d4 чорна тура · f4 білий кінь · g4 біла тура · h3 чорний пішак · e2 білий пішак · b1 білий ферзь · e1 білий слон · h1 білий король | 3 |
| 2 | a8 білий слон · b8 чорний слон · b7 чорний слон · e7 білий кінь · d6 чорний кінь · h6 чорний ферзь · a5 білий пішак · c5 чорний пішак · d5 чорний пішак · f5 білий пішак · g5 чорний кінь · c4 чорний король · d4 чорна тура · f4 білий кінь · g4 біла тура · h3 чорний пішак · e2 білий пішак · b1 білий ферзь · e1 білий слон · h1 білий король | a8 білий слон · b8 чорний слон · b7 чорний слон · e7 білий кінь · d6 чорний кінь · h6 чорний ферзь · a5 білий пішак · c5 чорний пішак · d5 чорний пішак · f5 білий пішак · g5 чорний кінь · c4 чорний король · d4 чорна тура · f4 білий кінь · g4 біла тура · h3 чорний пішак · e2 білий пішак · b1 білий ферзь · e1 білий слон · h1 білий король | a8 білий слон · b8 чорний слон · b7 чорний слон · e7 білий кінь · d6 чорний кінь · h6 чорний ферзь · a5 білий пішак · c5 чорний пішак · d5 чорний пішак · f5 білий пішак · g5 чорний кінь · c4 чорний король · d4 чорна тура · f4 білий кінь · g4 біла тура · h3 чорний пішак · e2 білий пішак · b1 білий ферзь · e1 білий слон · h1 білий король | a8 білий слон · b8 чорний слон · b7 чорний слон · e7 білий кінь · d6 чорний кінь · h6 чорний ферзь · a5 білий пішак · c5 чорний пішак · d5 чорний пішак · f5 білий пішак · g5 чорний кінь · c4 чорний король · d4 чорна тура · f4 білий кінь · g4 біла тура · h3 чорний пішак · e2 білий пішак · b1 білий ферзь · e1 білий слон · h1 білий король | a8 білий слон · b8 чорний слон · b7 чорний слон · e7 білий кінь · d6 чорний кінь · h6 чорний ферзь · a5 білий пішак · c5 чорний пішак · d5 чорний пішак · f5 білий пішак · g5 чорний кінь · c4 чорний король · d4 чорна тура · f4 білий кінь · g4 біла тура · h3 чорний пішак · e2 білий пішак · b1 білий ферзь · e1 білий слон · h1 білий король | a8 білий слон · b8 чорний слон · b7 чорний слон · e7 білий кінь · d6 чорний кінь · h6 чорний ферзь · a5 білий пішак · c5 чорний пішак · d5 чорний пішак · f5 білий пішак · g5 чорний кінь · c4 чорний король · d4 чорна тура · f4 білий кінь · g4 біла тура · h3 чорний пішак · e2 білий пішак · b1 білий ферзь · e1 білий слон · h1 білий король | a8 білий слон · b8 чорний слон · b7 чорний слон · e7 білий кінь · d6 чорний кінь · h6 чорний ферзь · a5 білий пішак · c5 чорний пішак · d5 чорний пішак · f5 білий пішак · g5 чорний кінь · c4 чорний король · d4 чорна тура · f4 білий кінь · g4 біла тура · h3 чорний пішак · e2 білий пішак · b1 білий ферзь · e1 білий слон · h1 білий король | a8 білий слон · b8 чорний слон · b7 чорний слон · e7 білий кінь · d6 чорний кінь · h6 чорний ферзь · a5 білий пішак · c5 чорний пішак · d5 чорний пішак · f5 білий пішак · g5 чорний кінь · c4 чорний король · d4 чорна тура · f4 білий кінь · g4 біла тура · h3 чорний пішак · e2 білий пішак · b1 білий ферзь · e1 білий слон · h1 білий король | 2 |
| 1 | a8 білий слон · b8 чорний слон · b7 чорний слон · e7 білий кінь · d6 чорний кінь · h6 чорний ферзь · a5 білий пішак · c5 чорний пішак · d5 чорний пішак · f5 білий пішак · g5 чорний кінь · c4 чорний король · d4 чорна тура · f4 білий кінь · g4 біла тура · h3 чорний пішак · e2 білий пішак · b1 білий ферзь · e1 білий слон · h1 білий король | a8 білий слон · b8 чорний слон · b7 чорний слон · e7 білий кінь · d6 чорний кінь · h6 чорний ферзь · a5 білий пішак · c5 чорний пішак · d5 чорний пішак · f5 білий пішак · g5 чорний кінь · c4 чорний король · d4 чорна тура · f4 білий кінь · g4 біла тура · h3 чорний пішак · e2 білий пішак · b1 білий ферзь · e1 білий слон · h1 білий король | a8 білий слон · b8 чорний слон · b7 чорний слон · e7 білий кінь · d6 чорний кінь · h6 чорний ферзь · a5 білий пішак · c5 чорний пішак · d5 чорний пішак · f5 білий пішак · g5 чорний кінь · c4 чорний король · d4 чорна тура · f4 білий кінь · g4 біла тура · h3 чорний пішак · e2 білий пішак · b1 білий ферзь · e1 білий слон · h1 білий король | a8 білий слон · b8 чорний слон · b7 чорний слон · e7 білий кінь · d6 чорний кінь · h6 чорний ферзь · a5 білий пішак · c5 чорний пішак · d5 чорний пішак · f5 білий пішак · g5 чорний кінь · c4 чорний король · d4 чорна тура · f4 білий кінь · g4 біла тура · h3 чорний пішак · e2 білий пішак · b1 білий ферзь · e1 білий слон · h1 білий король | a8 білий слон · b8 чорний слон · b7 чорний слон · e7 білий кінь · d6 чорний кінь · h6 чорний ферзь · a5 білий пішак · c5 чорний пішак · d5 чорний пішак · f5 білий пішак · g5 чорний кінь · c4 чорний король · d4 чорна тура · f4 білий кінь · g4 біла тура · h3 чорний пішак · e2 білий пішак · b1 білий ферзь · e1 білий слон · h1 білий король | a8 білий слон · b8 чорний слон · b7 чорний слон · e7 білий кінь · d6 чорний кінь · h6 чорний ферзь · a5 білий пішак · c5 чорний пішак · d5 чорний пішак · f5 білий пішак · g5 чорний кінь · c4 чорний король · d4 чорна тура · f4 білий кінь · g4 біла тура · h3 чорний пішак · e2 білий пішак · b1 білий ферзь · e1 білий слон · h1 білий король | a8 білий слон · b8 чорний слон · b7 чорний слон · e7 білий кінь · d6 чорний кінь · h6 чорний ферзь · a5 білий пішак · c5 чорний пішак · d5 чорний пішак · f5 білий пішак · g5 чорний кінь · c4 чорний король · d4 чорна тура · f4 білий кінь · g4 біла тура · h3 чорний пішак · e2 білий пішак · b1 білий ферзь · e1 білий слон · h1 білий король | a8 білий слон · b8 чорний слон · b7 чорний слон · e7 білий кінь · d6 чорний кінь · h6 чорний ферзь · a5 білий пішак · c5 чорний пішак · d5 чорний пішак · f5 білий пішак · g5 чорний кінь · c4 чорний король · d4 чорна тура · f4 білий кінь · g4 біла тура · h3 чорний пішак · e2 білий пішак · b1 білий ферзь · e1 білий слон · h1 білий король | 1 |
|   | a | b | c | d | e | f | g | h |   |

FEN: Bb6/1b2N3/3n3q/P1pp1Pn1/2kr1NR1/7p/4P3/1Q2B2K

1. Sfxd5! ~ 2. Qd3#
1. ... Sde4 2. Se3#
1. ... Sge4 2. Sb6#
Вступним ходом коня білі створюють загрозу на зв'язку щойно зв'язаної чорної тури, але при цьому ще й зв'язується білий кінь. У кожному тематичному варіанті захисту чорні коні розв'язують свою туру, але й розв'язується тематичний білий кінь, який оголошує мат.